# Санниковка
Санниковка — деревня, административный центр Мачинского сельского совета Тамалинского района Пензенской области. На 1 января 2004 года — 126 хозяйств, 298 жителей.

## География
Деревня расположена на северо-востоке Тамалинского района. Расстояние до районного центра пгт. Тамала — около 25 км.

## История
Деревня основана на реке Маче в первой половине XVIII века. Из описания приходов храма села Поляны Чембарского уезда священником Лукой Ключевым: «Въ 25-ти верстахъ отъ Полянъ, среди широкой степи, стоитъ деревня Санниковка, Телки тожъ. Начало ея относится къ 30-мъ годамъ прошлаго вѣка. Одинъ изъ перводачниковъ—солдатъ Иванъ Санниковъ, а по прозввщу „телокъ", съ братомъ своимъ Михаиломъ, получили свой участокъ на самой окраинѣ жалованной дачи. Находя не удобнымъ ѣздить на обработку своего поля за 25-ть верстъ, Санниковы вышли на свой участокъ и поселились на немъ. Соседи ихъ по дачѣ Серебряковъ, Вьюновъ, Шишевъ и друг., переселились къ нимъ. Составивъ своимъ поселеніемъ хуторокъ они назвали его по фамиліи перваго садчика Санниковкой, а по его прозвищу „Телки". При генеральномъ межеваніи земель, бывшемъ въ царствованіе Екатерины II-й, жители этой деревушки отдѣлились землею отъ полянцевъ и составили свою дачу въ 580 десят., которой владеютъ и доселе…». С 1780 года деревня в составе Чембарского уезда, с 1912 года — деревня Волче-Вражской волости Чембарского уезда. С 1930 года — в Большекорневском сельсовете Чембарского района. В 1939 году передана из Свищёвского в Тамалинский район.
До 2010 года деревня Мачинского сельсовета. Согласно Закону Пензенской области № 1992-ЗПО от 22 декабря 2010 года — административный центр Мачинского сельского совета. В деревне действует колхоз «Заря». В Санниковке работал Вячеслав Викторович Нефёдов, кандидат исторических наук, вице-президент Фонда содействия развитию русской культуры (гор. Москва).

## Численность населения
| 1864 | 1897 | 1911 | 1926 | 1930 | 1939 | 1959 |
| ---- | ---- | ---- | ---- | ---- | ---- | ---- |
| 445  | ↗515 | ↗710 | ↗751 | ↗780 | ↘600 | ↘422 |
| 1979 | 1989 | 1996 | 2002 | 2004 | 2010 |      |
| ↘293 | ↗374 | ↘373 | ↘327 | ↘298 | ↘296 |      |

## Инфраструктура
В селе имеются: почта, телеграф, телефон, начальная школа, фельдшерско-акушерский пункт, 3 магазина, библиотека.
Село электрифицировано, газифицировано, имеет централизованное водоснабжение. Через село проходит автодорога регионального значения «Тамала — Вишнёвое — Яковлевка — Пенза», с асфальтовым покрытием.

## Улицы
- Молодёжная;
- Прибрежная;
- Санниковка;
- Центральная.